# Måvens og Peder på kanotur
Måvens og Peder på kanotur er et radiodrama af den danske dramatiker og forfatter Line Knutzon. Det blev sendt på Danmarks Radio i 1998. Det er det andet radiodrama om de to antihelte Måvens og Peder. Det kan ses som en fortsættelse af det foregående drama, Harriets himmelfærd, idet Måvens på et tidspunkt heri foreslår, at han og Peder tager på kanotur. Alligevel er det – som i alle radiospillene – som om de to ikke har set hinanden siden folkeskolen. Det er akkurat det længste af radiospillene om Måvens og Peder (62 minutter og 25 sekunder). Radiodramaet er instrueret af Emmet Feigenberg med teknik af Erik Holmen.

## Handling
Måvens (Mikael Birkkjær) er frustreret over mærkelige telefonopkald og mennesker, der kun kommer for at spejle sig i vinduerne i hans slikbutik, så deres spejlbilleder bogstaveligt talt bliver siddende (Knutzon ironiserer her over menneskers narcissisme og indvarsler på en måde fremkomsten af sociale medier som Facebook, hvor alle kan efterlade et aftryk af sig selv). Måvens beslutter at begå selvmord ved at spise alt slikket i sin butik. Peder (Søren Sætter-Lassen) når dog at ringe, så Måvens genvinder livslysten.
De to venner mødes i Måvens' slikbutik. Peder er ilde tilredt og har næseblod. Han fortæller, at han om morgenen sad i sit pæretræ på den nærliggende fælled, hvor han har boet, siden hans forældre for 15 år siden besluttede at forsvinde i mængden, og så en mor og et par børn fodre ænder ved en kunstig sø, da de pludselig blev angrebet og ædt af et søuhyre. Da han prøvede at komme dem til undsætning, blev han overfaldet af fem mænd, der stod og så til. Herefter blæste et vindstød ham ind i en telefonboks, hvor en gren faldt ned og trykkede Måvens' telefonnummer. Da han kom ud af telefonboksen, slog lynet ned i ham, så han rullede ind i et buskads med brændenælder. Efter Peders fortælling hjælper Måvens ham hen til sin alkove, så han kan komme til kræfter. Måvens fortæller, at han har været nødt til at lukke sin butik på grund af de mange spejlbilleder, der har gjort det umuligt at se slikket. Han og Peder diskuterer verdens tilsyneladende meningsløshed, da Måvens pludselig får den idé at tage på kanotur. Peder er straks med på idéen. Inden de går, kaster de et bord gennem butiksvinduet, så alle spejlbillederne bliver knust.
Først går turen til den lokale beverding. Undervejs møder de en forvirret kvinde (Lotte Arnsbjerg), der fatter interesse for Måvens, men Måvens afviser hende. De møder hende igen på beverdingen, hvor hun praler af at kunne gå baglæns.
Efter besøget på beverdingen finder de to venner en å og stævner ud på deres kanotur. I begyndelsen går det godt, men under overfladen lurer hele tiden modsætningen mellem deres syn på verden: For Måvens er verden befolket af narcissistiske og ligeglade mennesker, der ikke længere forstår hinanden, hvorimod Peder stædigt forsøger at se positivt på alting. Ved flere lejligheder er deres divergerende verdenssyn tæt på at føre til ufred imellem dem. De diskuterer dog også Måvens' fortid, og Måvens afslører, at han engang har været forlovet med en pige, men at det endte med, de til sidst ikke forstod hinanden længere. Derudover møder de en "fedefyr" (Pelle Koppel), der kun tænker på at ryge en cigaret.
Helt galt går det, da de to venner kommer til en kiosk og får at vide af ejeren (Lars Knutzon), at der nogle gange kommer mennesker for at spejle sig i åen, så deres spejlbilleder bliver hængende som en cremelignende substans. Da det går op for Måvens, at naturen også er fuld af narcissistiske mennesker, mister han lysten til at fortsætte kanoturen. Det ender med, at Peder saver kanoen over og fortsætter alene med den hensigt at slutte sig til selvspejlerne.
Da Peder står og spejler sig i åen med de andre selvspejlere, er der en person, der falder i vandet. Peder vågner straks af sin trance og råber til de andre, at de skal hjælpe, men ingen griber ind. I det samme dukker Måvens op, og de to venner genforenes i et forsøg på at redde personen fra at drukne. Da de har fået ham op på land, opdager de, at det er fedefyren fra tidligere.
Da selvspejlerne er gået, springer Peder i åen og "svømmer" alle spejlbillederne væk. Derefter genoptager de to venner deres kanotur i godt humør. De begynder at kunne se giraffer inde på land, hvilket får dem til at tro, at de er nået helt til Afrika. Måvens ser dette som et tegn på, at verden alligevel hænger sammen.